# Bašići (Kakanj, BiH)
Bašići su naseljeno mjesto u općini Kakanj, Federacija Bosne i Hercegovine, BiH.

## Stanovništvo

### 1991.
Nacionalni sastav stanovništva 1991. godine, bio je sljedeći:
ukupno: 200
- Muslimani - 200

### 2013.
Nacionalni sastav stanovništva 2013. godine, bio je sljedeći:
ukupno: 122
- Bošnjaci - 122